# Jerry Springer
Jerry Springer, rodným jménem Gerald Norman Springer (13. února 1944 Londýn – 27. dubna 2023 Evanston) byl americký hlasatel, novinář, herec, producent, právník a politik. Narodil se v Londýně během druhé světové války uprchlíkům, kteří utíkali před holokaustem, a vyrůstal v newyorském Queensu. Navštěvoval právnickou fakultu Severozápadní univerzity, získal právnickou kvalifikaci a poprvé se aktivně zapojil do politiky prací na kampani Roberta Kennedyho v roce 1968.
Byl členem městské rady v Cincinnati a v letech 1977–1978 zastával funkci starosty Cincinnati. Nejvíce se proslavil moderováním někdy kontroverzní bulvární talk show The Jerry Springer Show v letech 1991–2018. V letech 2007–2008 byl také moderátorem pořadu Amerika má talent a v letech 2019–2022 pořadu Judge Jerry. Mimo televizi moderoval v letech 2015–2022 Jerry Springer Podcast.

## Mládí
Gerald Norman Springer se narodil 13. února 1944 ve stanici londýnského metra Highgate, která byla během druhé světové války využívána jako úkryt před německým bombardováním, a vyrůstal v East Finchley. Jeho rodiče Margot (rozená Kallmann) a Richard Springerovi byli německo-židovští uprchlíci, kteří utekli z pruského Landsbergu an der Warthe (dnes Gorzów Wielkopolski, Polsko). Jeho babička z matčiny strany, Marie Kallmann, která v Německu zůstala, zemřela v plynových vozech vyhlazovacího tábora Chełmno. Jeho babička z otcovy strany, Selma Springer (rozená Elkeles), zemřela v nemocnici v koncentračním táboře Terezín. Bratr Selmy Springer, Hermann Elkeles, byl uznávaný berlínský lékař, který rovněž zemřel v koncentračním táboře Terezín.
V lednu 1949, když mu byly čtyři roky, emigrovala jeho rodina do Spojených států a usadila se ve čtvrti Kew Gardens v newyorské obvodu Queens. Navštěvoval nedalekou střední školu Forest Hills High School.
V roce 1965 získal bakalářský titul v oboru politologie na Tulane University. V roce 1968 získal titul Juris Doctor na Severozápadní univerzitě.

## Osobní život
Springer byl ženatý s Micki Velton. Manželé se po téměř dvacetiletém manželství v roce 1994 rozvedli. Měli spolu dceru Katie (* 1976). Narodila se bez nosních dírek, kvůli čemuž musela být po narození okamžitě operována, a je slepá a také hluchá na jedno ucho. V rozhovoru z roku 2006 uvedla, že ji rodiče i přes její zdravotní komplikace vždy podporovali a že ji nevychovávali jinak. V roce 2006 věnoval 230 000 dolarů škole Park School v Chicagu, kde jeho dcera pracovala jako asistentka pedagoga, na vybudování zařízení pro studenty s postižením.

### Smrt
Springer zemřel ve svém domě v Evanstonu ve státě Illinois 27. dubna 2023 ve věku 79 let. Mluvčí rodiny uvedl, že několik měsíců před smrtí mu byla diagnostikována rakovina slinivky.